# 여름이 다가오네
「여름이 다가오네」(夏がやってくる)는 2012년 2월 8일에 업프런트 워크스에서 발매된, 소라노 아오이(CV.키타하라 사야카)의 세 번째 싱글 곡이다.

## 개요
통상반의 2종 릴리스이며, 초회생산한정반에는 DVD 등, 통상반에는 이나즈마 일레븐 GO 크로노 스톤 TCG 프로모 카드가 1종 부속되어 있다. 또, 초회생산한정반의 DVD의 내용은 표제곡의 뮤직 비디오이다.
표제곡 「여름이 다가오네」는 텔레비전 애니메이션 「이나즈마 일레븐 GO 크로노 스톤」의 엔딩 테마이다. 조금 어른스러워진 라틴계의 곡조이며, 후렴의 부분은 분위기가 살 수 있는 듯이 뜨겁게 노래하고 있지만, 가사는 사랑스러운 것이 되고 있어 곡조와는 정반대가 되고 있다. 또, 후렴의 부분은 뜨겁게 노래할 수 있도록(듯이), 과거의 곡보다 높은 음정이 되고 있다.
표제곡의 뮤직 비디오는, 타이틀이 「여름」이며, 바다가 연상되는 것으로, 바다에서 촬영하고 있다. 내용은 스토리완성이 되어 있다. 스토리는, 바다에서 연인으로부터 팬던트를 선물 받지만 연인과는 파국 해 버려, 그 수년후, 연정을 잊기 위해서 바다에 팬던트를 두러 간다고 하는 것이 되어 있다.
커플링곡의 「여름이 끝나버렸네」는 표제곡과는 반대로 여름(혹은 사랑)이 끝날 때의 안타까운 마음을 그린 곡이 되고 있다.

## 수록곡
(전작사 : mildsalt, 작곡가 : 키쿠야 토모키)
1. 여름이 다가오네(夏がやってくる)
편곡 : 키쿠야 토모키
TV 애니메이션『이나즈마 일레븐 GO 크로노 스톤』 엔딩 테마
2. 여름이 끝나버렸네(夏が終わっちゃう)
편곡 : 야마구치 아키히코
3. 여름이 다가오네(夏がやってくる) (Original Karaoke)
4. 여름이 끝나버렸네(夏が終わっちゃう) (Original Karaoke)